# Лесюк Артем Юрійович
Арте́м Лесю́к (* 1996) — український спортсмен-дзюдоїст, майстер спорту України.

## Життєпис
Народився 1996 року, проживає в місті Київ. Представляє спортивне товариство «Динамо».

### Спортивні досягнення
- бронзова медаль, EUROPEAN OPEN, Софія-2018
- бронзова медаль Чемпіонату Європи U23–2017
- переможець Кубка Європи U21, Каунас–2014 та -2016
- переможець Кубка Європи U21, Гдиня–2016, липень
- чемпіон України–2017
- срібний призер Чемпіонату України-2015 та 2016
- срібний призер Кубка України-2016
- бронзовий призер Кубка України-2015
- чемпіон України U23–2016
- срібний призер чемпіонату України U23–2015
- чемпіон України U21–2016
- срібний призер Чемпіонату України U21–2015
- Чемпіон «Grand Slam» в місті Тель-Авів 2022